# Meghauli
Meghauli (nep. मेघौली) – gaun wikas samiti w środkowej części Nepalu w strefie Narajani w dystrykcie Chitwan. Według nepalskiego spisu powszechnego z 2001 roku liczył on 2598 gospodarstw domowych i 14699 mieszkańców (7765 kobiet i 6934 mężczyzn). Znajduje się tu port lotniczy Meghauli.